# Lill-Långtjärnen, Ångermanland
Lill-Långtjärnen är en sjö i Sollefteå kommun i Ångermanland och ingår i Ångermanälvens huvudavrinningsområde.